# خان التجار (نابلس)
خان التجار هو خان يقع وسط المدينة القديمة في نابلس ويمثل المركز التجاري الرئيس لها. شيده في القرن العاشر الهجري / السادس عشر الميلادي الوزير التركي لالا مصطفى باشا، سنة 979-971هـ/1569-1563م على غرار سوق الحميدية الشهير في دمشق. ورمم وجدد سنة 1102هـ/1690م.
تم ترميم الخان الداخلي سنة 1355هـ/1927م على إثر الزلزال وأعيد ترميمه سنة 1987م، وقد أصاب التدمير أثناء الاجتياح الإسرائيلي عام 2002 المدخل الشرقي للخان والمتمثل بالقنطرة والأبنية السكنية فوقها.

## تاريخ السوق
كان هذا السوق مركزاً لتجار الأقمشة في نابلس، كما يروي محمد عزة دروزة. وصفت ميري روجرز شقيقة القنصل البريطاني في حيفا خلال أواخر الـ 1850 هذا السوق بأنه «أفخر سوق للأقمشة في فلسطين».

## البناء والترميم
- أُنشئ بأسلوب معماري إسلامي تقليدي، يضم أقواس حجرية تقليدية وسقفًا مزودًا بفتحات جانبية تنقل ضوء النهار .
- تجديدات رئيسية:
  - في عام 1102هـ/1690م تم تجديد الخان .
  - بعد زلزال نابلس عام 1927م (1355هـ)، أعيد ترميمه سنة 1927م .
  - في سنة 1987م تمت عمليات ترميم إضافية.
- أثناء الاجتياح الإسرائيلي 2002م، تضرر المدخل الشرقي (القنطرة والأبنية السكنية) .

## دور السوق التجاري
- كان بالعصور العثمانية مركزًا لتجارة الأقمشة، اشتهر بأنه أفخر سوق للأقمشة في فلسطين .
- امتد السوق التجاري ليشمل أفرعًا مثل سوق الحدادين والنـجارين والبصل وأسواق أخرى .
- على مدار الوقت، تميّز السوق بحرف متعددة مثل الأقمشة، الأحذية، الحلويات التقليدية خاصة في رمضان، والأعمال اليدوية .[3]

## الأهمية الاجتماعية والثقافية
- شكّل الخان محورًا للحياة الاجتماعية في نابلس، حيث تلاقى التجّار والفلاحون واقتُسمت المدينة ذهنياً بين "الشرقيين" و"الغربيين" عبر فضاءه .
- استُخدم خلال الاحتفال بالمولد والأنشطة الدينية، وزُيّن بالأقمشة والزهور والحلويات، وأضفى أجواء احتفالية جميلّة [4].
- ما زال إلى اليوم تجار الأقمشة والأحذية والحلويات يعملون به، كما يعتبر مقصدًا للسياحة في نابلس .